# Ctenus satanas
Ctenus satanas este o specie de păianjeni din genul Ctenus, familia Ctenidae, descrisă de Strand, 1909.
Este endemică în Ecuador. Conform Catalogue of Life specia Ctenus satanas nu are subspecii cunoscute.